# Silvester I.

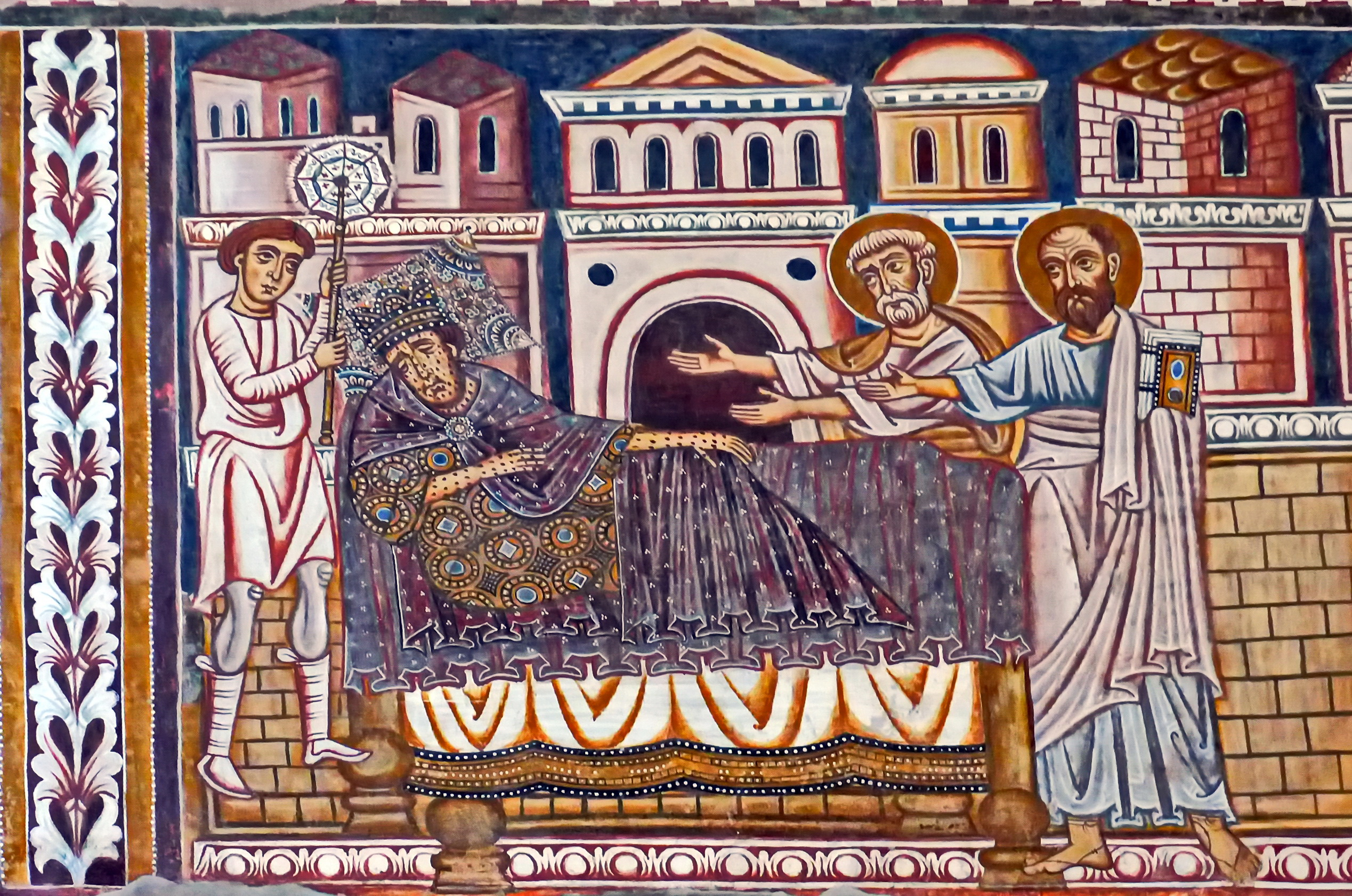
Dem kranken Kaiser erscheinen Petrus und Paulus im Traum und empfehlen ihm, Silvester rufen zu lassen

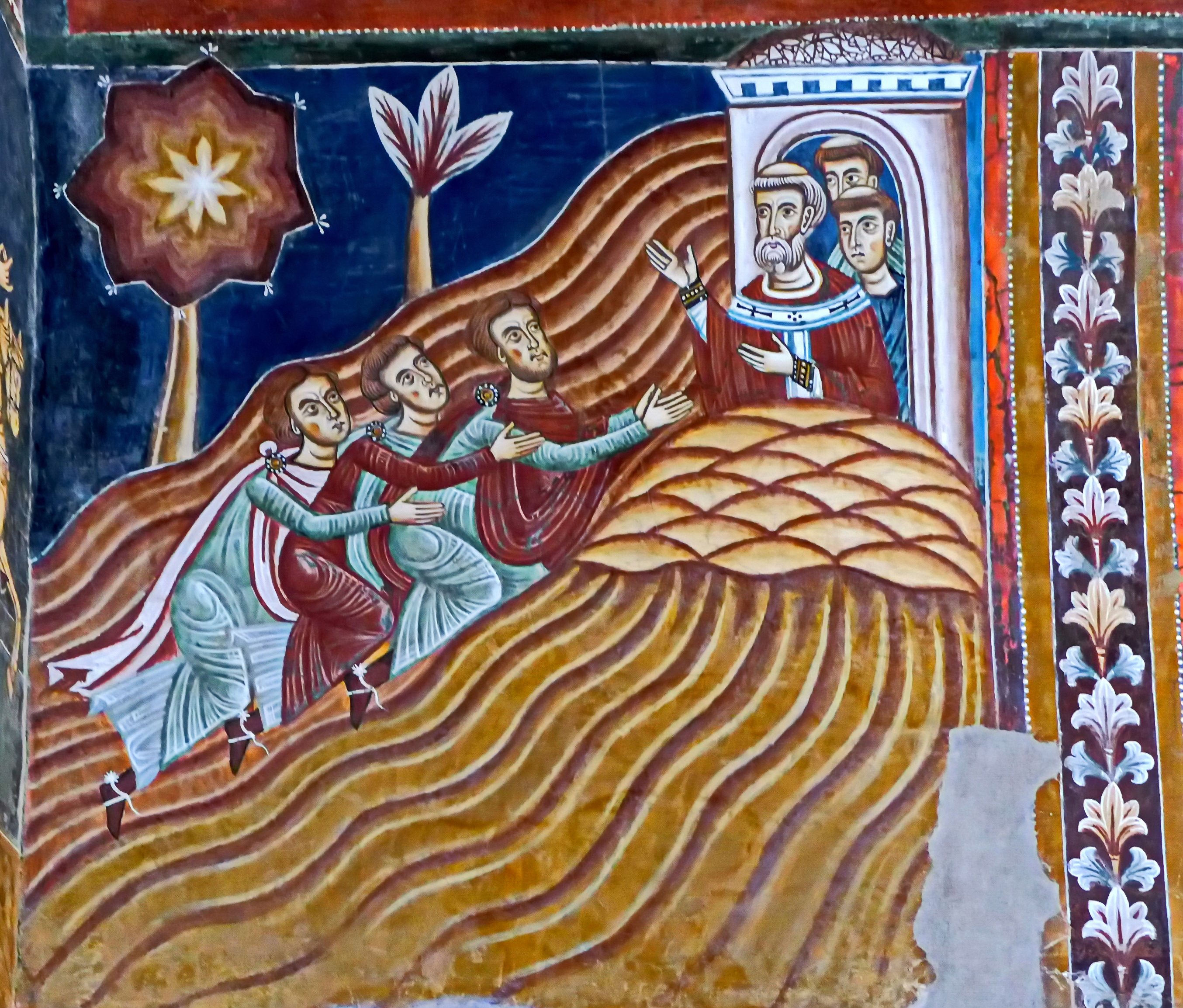
Silvester I. empfängt die Boten von Kaiser Konstantin auf dem Mons Soracte und verspricht, nach Rom zurückzukehren

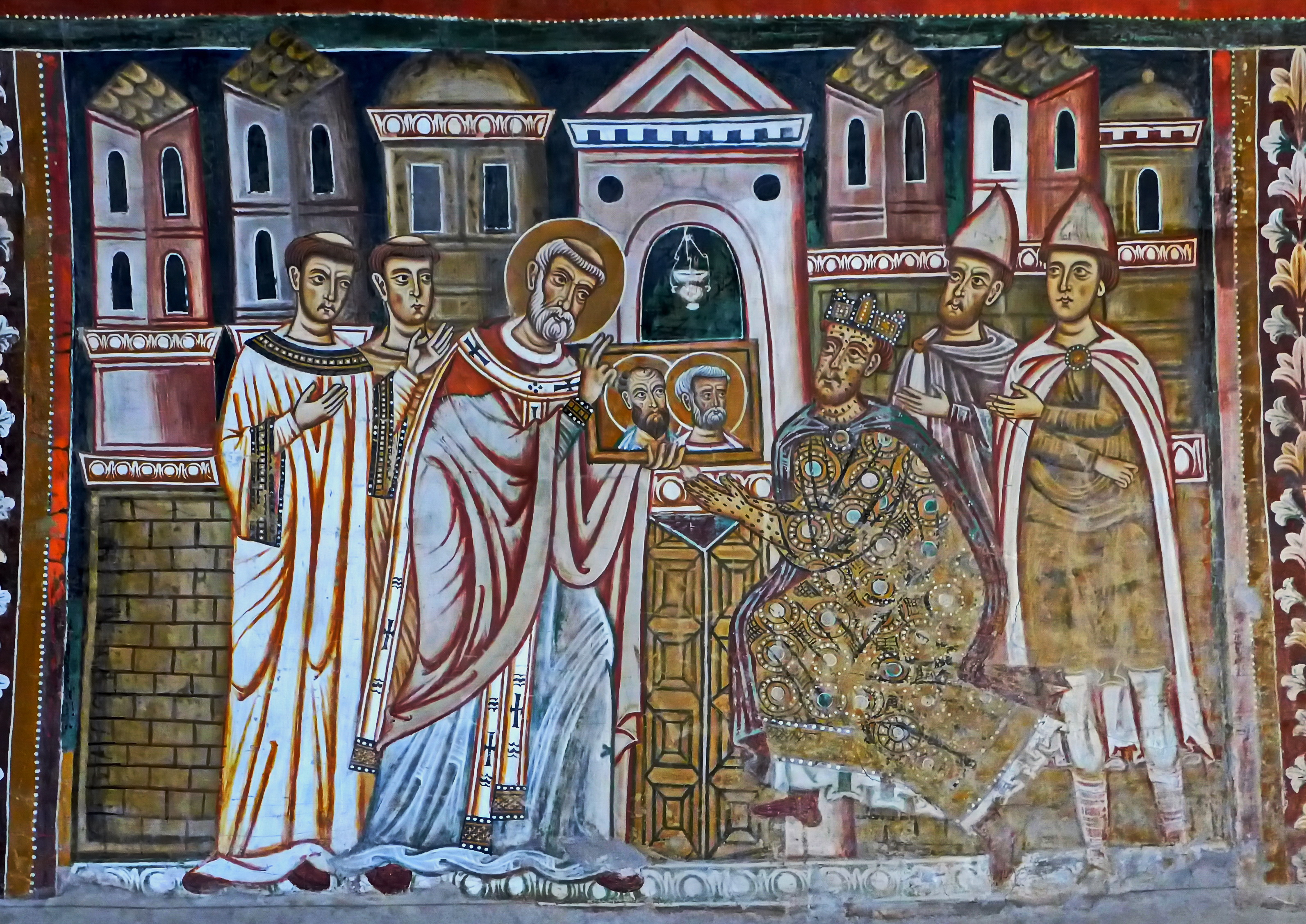
Silvester will den Kaiser taufen und von seinem Aussatz heilen

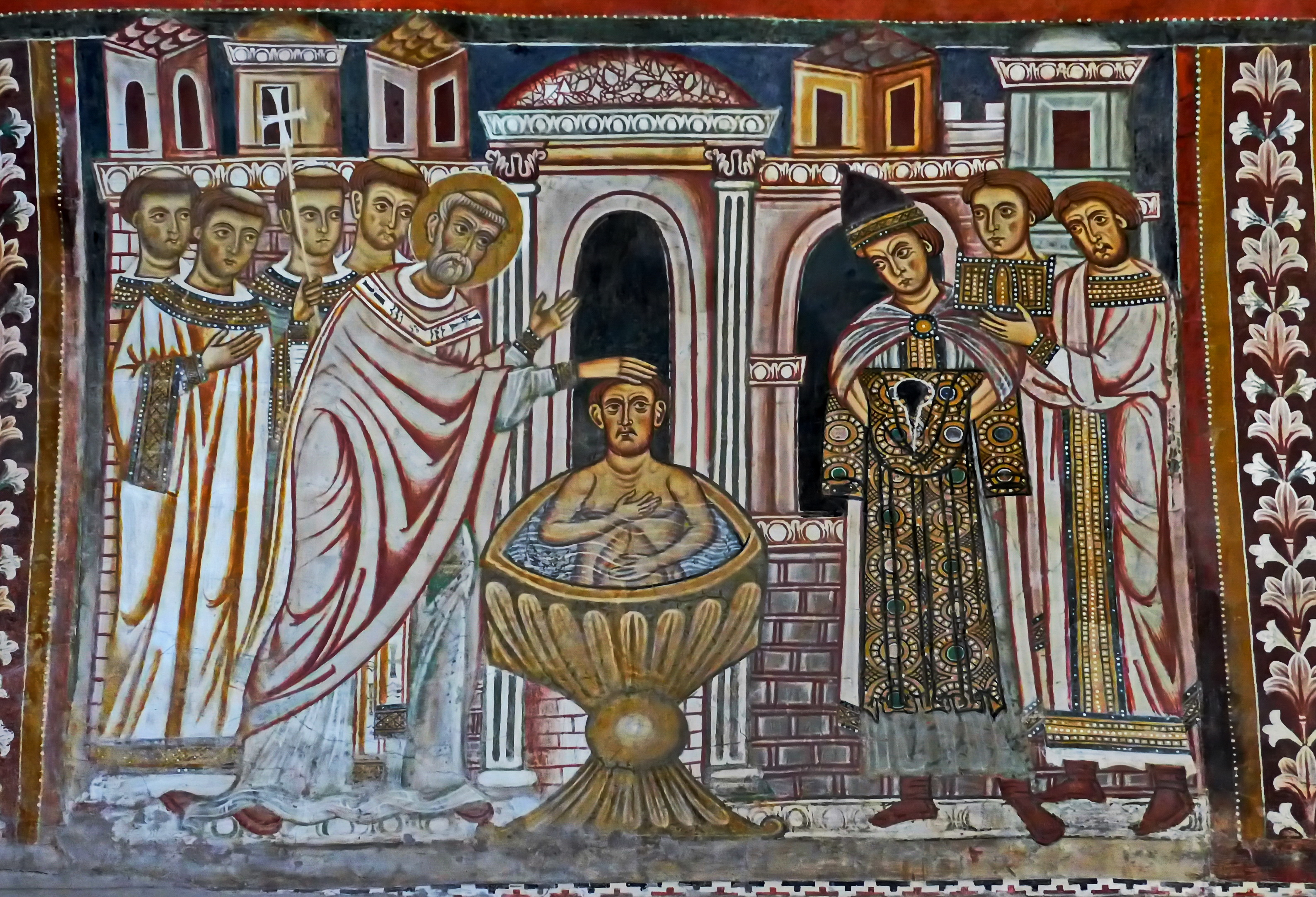
Taufe und Heilung von Konstantin

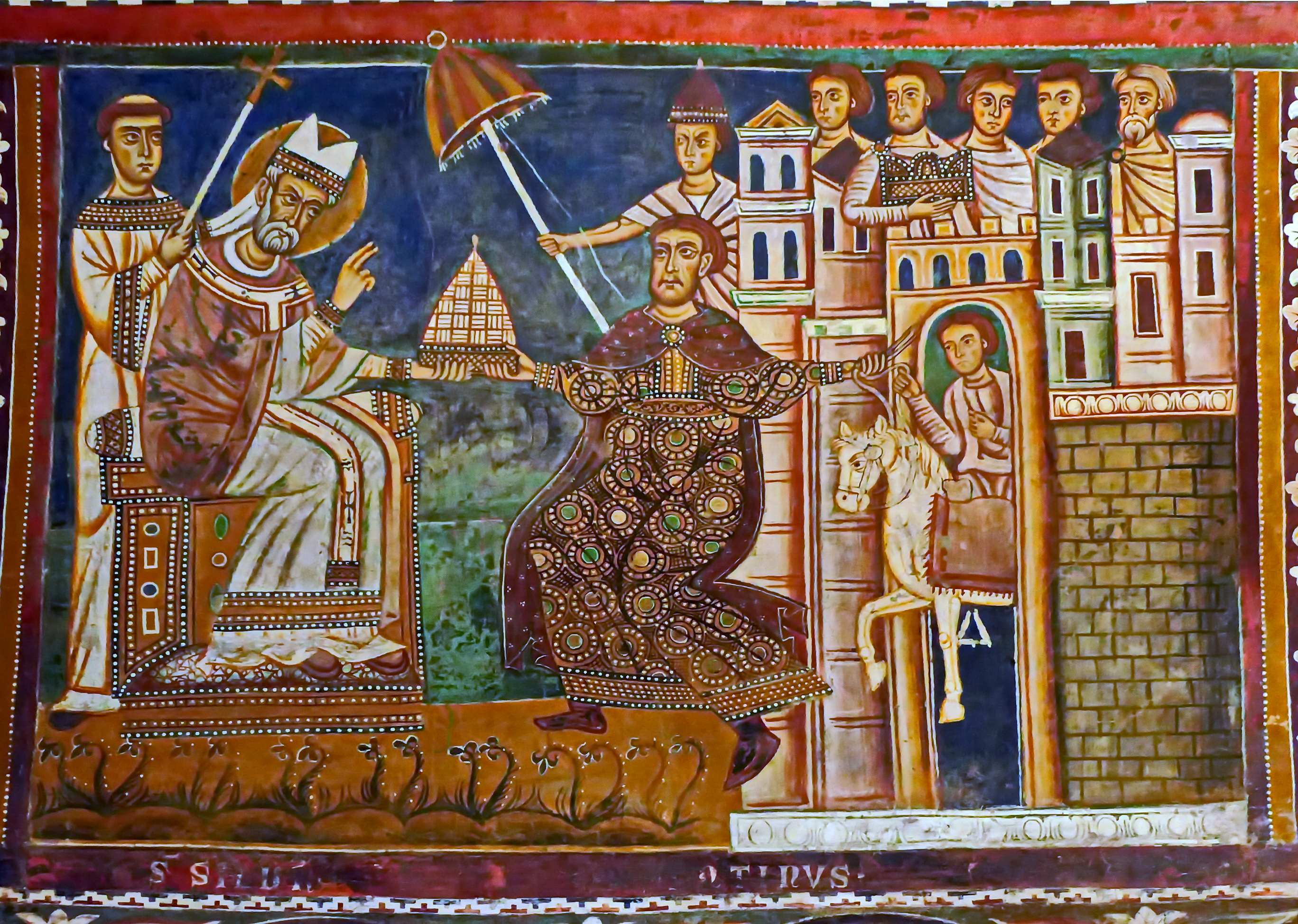
Silvester erhält von dem vor ihm knienden Kaiser Konstantin die Insignien der weltlichen Macht über die Stadt Rom

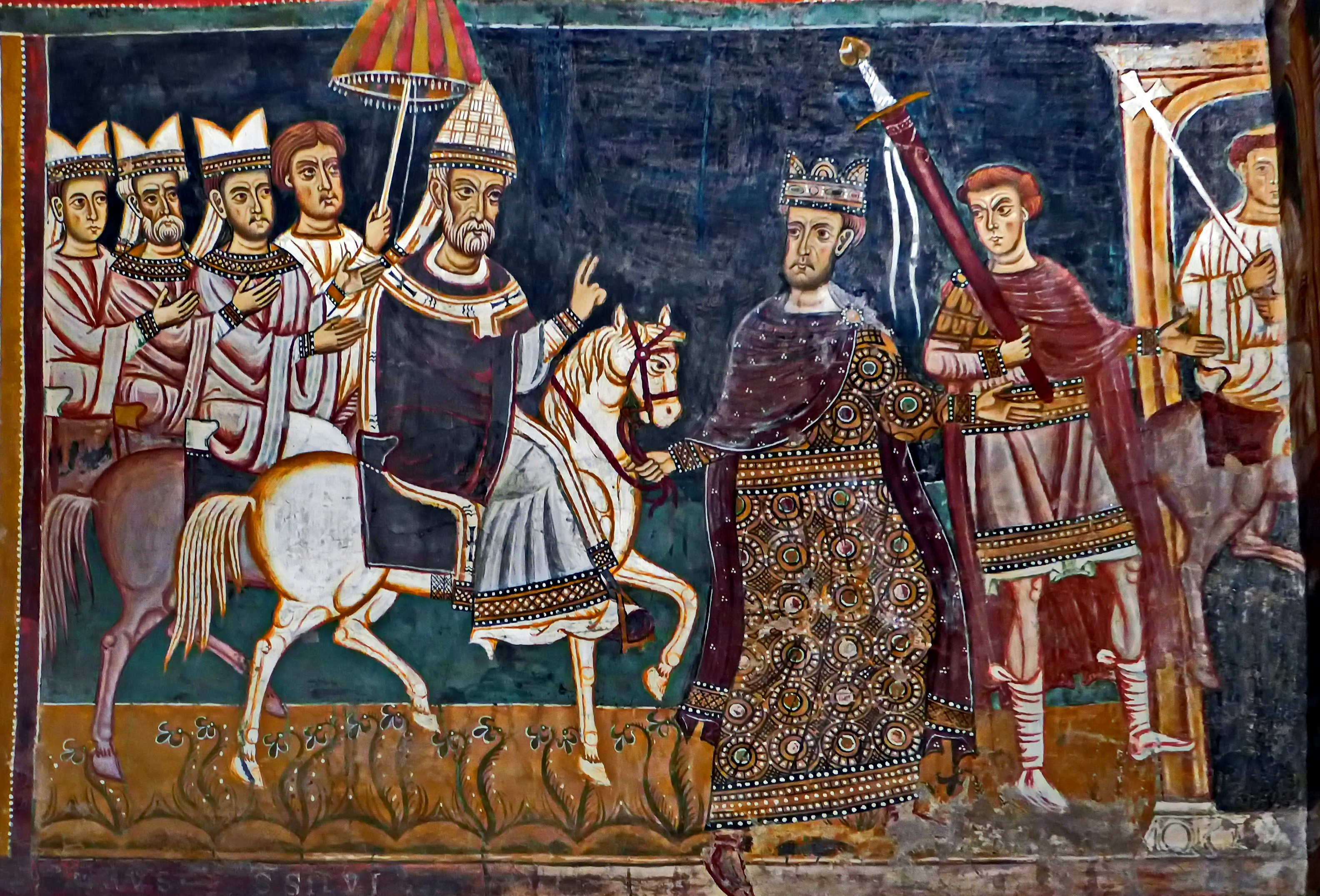
Papst Silvester I. mit Gefolge beim Einzug in Rom, wo er vom Kaiser empfangen wird

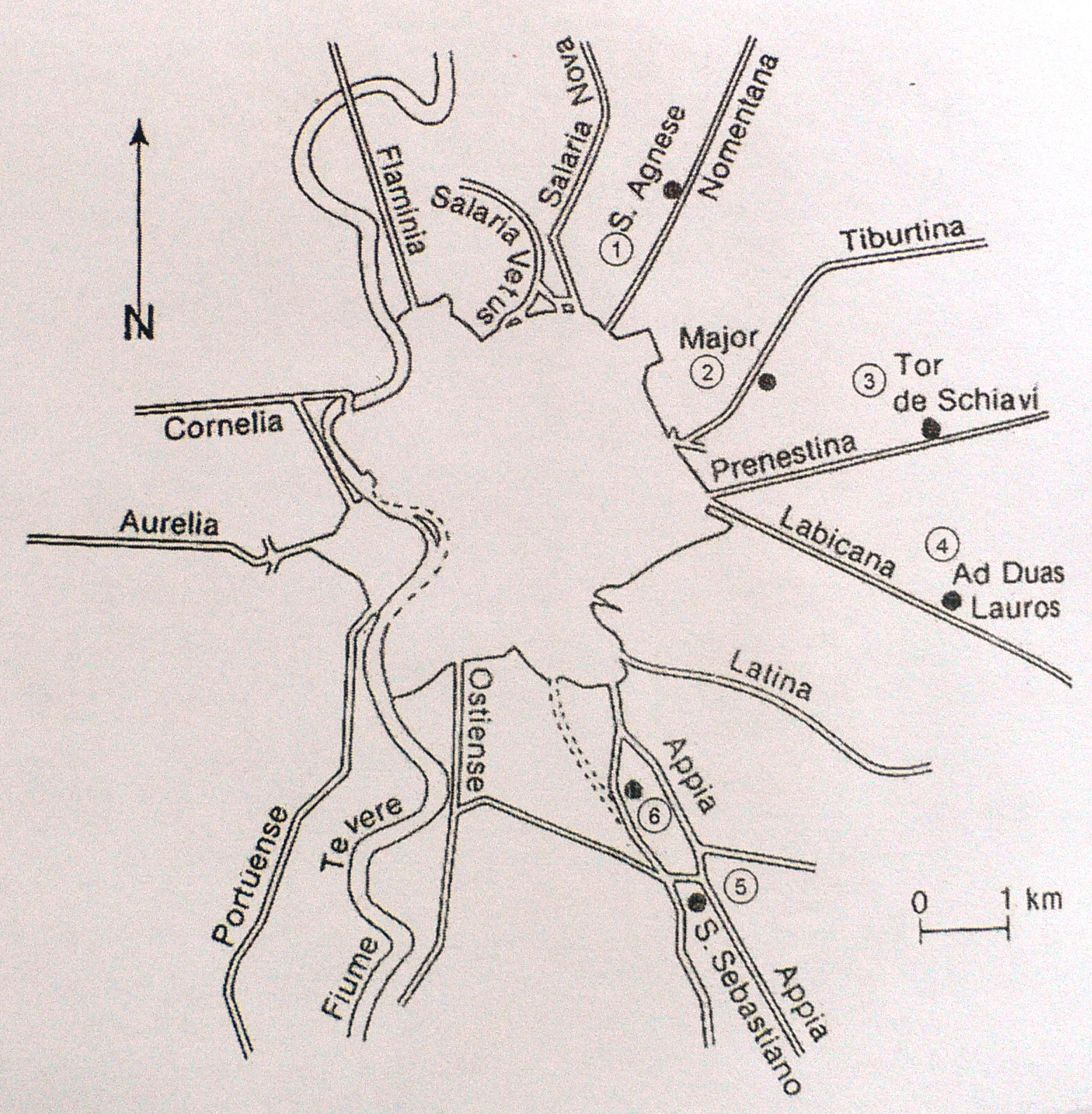
Die Umgangsbasiliken Nr. 1 bis 5 an den Ausfallstraßen Roms (im Uhrzeigersinn)

Silvester I. (* vor 284 in Rom; † 31. Dezember 335 ebenda) war von 314 bis zu seinem Tod Bischof von Rom und damit aus katholischer Perspektive Papst. Er erfuhr durch die später als Fälschung klassifizierte Konstantinische Schenkung eine kirchengeschichtliche Überhöhung seiner Person, die bis in die Gegenwart wirkt.

## Leben und Wirken
Aus dem Leben von Papst Silvester I. ist nur wenig Konkretes bekannt. Um das Jahr 284 wurde er zum Priester geweiht. Danach zog er sich der Legende nach aufgrund von Verfolgung und der Lepra auf den Monte Soratte zurück, wo er auf dem Gipfel eine Kirche errichtet haben soll.  Am 31. Januar 314 wurde er zum Bischof von Rom gewählt. Sein Vorgänger war Papst Miltiades, sein Nachfolger Papst Marcus. Sein Name wurde 813 in den Heiligenkalender aufgenommen. Silvester gilt als der erste Papst, der nicht mehr unter einer Verfolgung der Christen in Rom zu leiden hatte, denn der römische Kaiser Konstantin der Große (reg. 306–337) hatte im Jahr 313 durch die Mailänder Vereinbarung allen Bürgern des Römischen Reiches das Recht auf freie Religionsausübung gewährt. Damit vollzog sich während des 21-jährigen Pontifikats von Silvester I. (314–335) die entscheidende Wende von einer christenfeindlichen zu einer christenfreundlichen Staatspolitik.
Die seit dem 5. Jahrhundert entstandenen Legenden enthalten zum größten Teil keinen historischen Kern. Sie wurden verbreitet vor allem durch die Legenda Aurea des Dominikaners und späteren Erzbischofs von Genua Jacobus de Voragine (1228–1298). Nach der unter dem Namen Konstantinische Schenkung bekannten, gefälschten Urkunde soll Papst Silvester I. den kranken Kaiser Konstantin getauft und vom Aussatz geheilt haben. Die Entstehung dieser Urkunde wird in die Mitte des 8. Jahrhunderts datiert (um 754, nach der Salbung der Karolinger zu fränkischen Königen). Kaiser Konstantin wurde wahrscheinlich aber erst auf dem Totenbett von Eusebius von Nikomedia getauft. Zum Dank für die Heilung soll Papst Silvester I. von Konstantin das sogenannte Patrimonium Petri, das die Grundlage des späteren Kirchenstaates bildete, als Geschenk erhalten haben.
An dem Konzil von Arles (314), auf dem wichtige Weichenstellungen und Beschlüsse für die weitere Entwicklung der christlichen Kirche gefasst wurden, nahm Papst Silvester nicht teil. Bei dem Konzil von Nicaea (325) ließ sich Silvester I. durch seine Presbyter Victor und Vincentius vertreten; dort wurde das erste christliche Glaubensbekenntnis, das Bekenntnis von Nicäa festgelegt, das weitgehend dem bis heute in der Ökumene verbreiteten Credo entspricht.
Während des Pontifikats von Silvester I. wurden im Zusammenwirken mit Kaiser Konstantin die ersten großen Kirchenbauten geplant und unter Berücksichtigung liturgischer Leitlinien ausgeführt. Allein in Rom entstanden innerhalb kürzester Zeit die Basiliken:
- Ecclesia Sanctissimi Salvatoris (315–318) – später S. Giovanni in Laterano – als römische Bischofskirche mit dem Lateran-Baptisterium San Giovanni in fonte (315)
- Basilica Sancti Petri in Vaticano (317–322) über dem Petrusgrab[7]
- Ecclesia Sancti Pauli extra muros (um 324) über dem Paulusgrab als erste Memorialkirche
- Basilica Sessoriana (ab 330) – später „Santa Croce in Gerusalemme“ – zur würdigen Aufbewahrung der im Jahr 325 in Jerusalem aufgefundenen Kreuzreliquien.

Außerdem wurden über oder in der Nähe von Märtyrergräbern an den Ausfallstraßen außerhalb der Aurelianischen Stadtmauer monumentale Umgangsbasiliken als Gedächtnis- und Begräbniskirchen errichtet. Es handelt sich um einen nur in Rom und nur in der ersten Hälfte des 4. Jahrhunderts vorkommenden Bautypus ohne Vorbild im Römischen Reich. Der Grundriss ist mit einem antiken Hippodrom oder einem U vergleichbar. In der dreischiffigen Umgangsbasilika laufen die Seitenschiffe um das rund abschließende Mittelschiff herum und bilden einen Umgang. Mittelschiff und Seitenschiffe sind durch Pfeiler mit Bogenarkaden getrennt. Charakteristisch ist die Fassade im Osten, die bei den meisten Umgangsbasiliken schräg zur Hauptachse verläuft.
- Umgangsbasilika Santi Marcellino e Pietro (312–324) mit dem Helenamausoleum (326) an der Via Labicana
- Umgangsbasilika Tor de´Schiavi (315–320) an der Via Praenestina
- San Sebastiano fuori le mura (317–320) an der Via Appia
- Gemeindekirche Titulus Equitii (um 330) – später Santi Silvestro e Martino ai Monti

Wenn man berücksichtigt, dass die ersten Basiliken sowie die meisten Umgangs- und Begräbniskirchen Roms in den Jahren zwischen 312 und 317 begonnen und bereits 324 vollendet worden sind, wird diese außerordentliche Bauleistung deutlich.
Mit Planung und Bau weiterer Kirchen wurde während des Pontifikats von Silvester I. begonnen; dazu zählen vor allem:
- Umgangsbasilika Sant’Agnese fuori le mura mit dem Mausoleum Santa Costanza (vor 335–351) neben dem cimeterium Agnetis an der Via Nomentana
- Umgangsbasilika S. Lorenzo fuori le mura (vor 335–351) in der Nähe des Grabes des Märtyrers Laurentius an der Via Tiburtina

sowie zahlreiche weitere frühchristliche Sakralbauten in der Bannmeile um Rom und außerhalb.
Papst Silvester I. starb am 31. Dezember 335, wurde in den Priscilla-Katakomben an der Via Salaria in Rom beigesetzt und während der Langobarden-Einfälle im 8. Jahrhundert in die Kirche San Silvestro in Capite an der Piazza di San Silvestro überführt.

## Die Fresken von 1246 im Silvester-Oratorium
An den Wänden des Silvester-Oratoriums im ersten Vorhof der römischen Basilika Santi Quattro Coronati entstanden um 1246 Fresken byzantinischer Meister, unter denen vor allem die Szenen der Silvester-Legende religionshistorisch und zeitgeschichtlich bedeutsam sind. In acht Bildern wird dargestellt, wie der vom Aussatz befallene Kaiser Konstantin nach Silvester I. habe rufen lassen, nachdem ihn im Traum die Heiligen Petrus und Paulus dazu aufgefordert hätten. Silvester habe ihn durch ein wundersames Bad (Taufe) geheilt und habe dafür zum Dank die Stadt Rom als Geschenk erhalten.
Das vorletzte und letzte Bild sollen kurz beschrieben und erläutert werden:
```
Silvester I. – mit 
Mitra
 des Bischofs von Rom auf seiner 
Kathedra
 thronend – nimmt von Kaiser Konstantin dessen Herrschaftsinsignien als Zeichen der weltlichen Macht über die Stadt Rom entgegen: das 
Phrygium
 (spitz zulaufende Kopfbedeckung), das 
Solecchium
 (schirmartiger 
Baldachin
) und den kaiserlichen Schimmel, den der kniende Konstantin mit dem Zügel in seiner Linken heranführt. Bei den fünf Figuren – mit Buch und 
Kaiserkrone
 – auf den Zinnen der Stadtmauer soll es sich um römische Bürger handeln, die als Vermittler zwischen Kaiser und Papst tätig waren.
[
13
]
```

```
Silvester I. – jetzt mit 
Phrygium
 und Baldachin – reitet auf seinem Schimmel mit Bischöfen im Gefolge in der Stadt Rom ein, wo er von Kaiser Konstantin – jetzt mit Kaiserkrone – empfangen wird. Bemerkenswert ist, dass Konstantin das Pferd des Papstes am Zügel führt und ihm damit den sogenannten 
Stratordienst
 leistet; neben Konstantin ein Heerführer mit geschultertem Schwert.
```

## Heiligenverehrung
Silvester gilt als der erste heilige Papst, der nicht das Martyrium erlitten hat. Sein Gedenktag wird von der griechisch-orthodoxen Kirche und der bulgarisch-orthodoxen Kirche am 2. Januar, von der russisch-orthodoxen Kirche am 15. Januar und von der römisch-katholischen Kirche an seinem Todestag, dem 31. Dezember, gefeiert. Weil sein Fest auf den letzten Tag des Kalenderjahres fällt, wurde sein Name mit den an diesem Tag üblichen Feierlichkeiten verknüpft und der Tag allgemein Silvester genannt. Sein Name bedeutet „der Waldmann“ (von lat. silva = „Wald“). Silvester ist Schutzpatron der Haustiere und wird um eine gute Futterernte und ein gutes neues Jahr angerufen.
Nach einer mehr als 700 Jahre alten Überlieferung soll Papst Silvester einst auf dem Weg von Rom nach Trier durch Hausen (Mayen) in der Eifel geritten sein, wo sein Pferd ein Hufeisen verloren habe. In Erinnerung daran segnet der Pfarrer von Hausen alljährlich am 31. Dezember die vor der Kirche St. Silvester versammelten Reiter und ihre Pferde. Anschließend führt er hoch zu Ross in liturgischem Gewand und mit Reiterhelm die Prozession an, die dreimal um die Kirche zieht, bevor ein Festgottesdienst gefeiert wird.

## Patronate
Silvester I. ist Patron von Kirchen und Kapellen in:
- Rom: Santi Silvestro e Martino ai Monti, San Silvestro al Quirinale, San Silvestro in Capite
- Brenk bei Ahrweiler
- Jungingen bei Hechingen
- Hausen (Mayen)
- Quakenbrück bei Osnabrück, St. Sylvester (Quakenbrück)
- Türkenfeld, Landkreis Fürstenfeldbruck (2. Patron) der Pfarrkirche Mariä Himmelfahrt, dort jährlich am 31.12. Silvesterritt

Eine Silvester-Kapelle mit Silvester-Reliquie gab es früher in Dernau. In der St. Johannes Apostel Kirche in Dernau steht heute eine Silvesterstatue auf dem rechten Seitenaltar.